# Policajac manijak 3: Značka tišine
Policajac manijak 3: Značka tišine (eng. Maniac Cop 3: Badge of Silence) je zadnji nastavak iz trilogije filmova Policajac manijak. To je američki horor film iz 1993.godine, kojeg je režirao William Lustig, dok je scenarij za film napisao Joel Soisson.

## Radnja
Policajka je ubijena i krivo optužena da je koristila pretjeranu silu u pokušaju rješavanja talačke krize. Upravo zbog prethodno navedenog, Policajac manijak se ponovno vraća kako bi izvršio osvetu, pri čemu uništava sve što mu se nađe na putu.

## Uloge
- Robert Davi - detektiv Sean McKinney
- Robert Z'Dar - Matt Cordell
- Caitlin Dulany - dr. Susan Fowler
- Gretchen Becker - Katie Sullivan
- Paul Gleason - Hank Cooney
- Jackie Earle Haley - Frank Jessup
- Julius Harris - Houngan
- Grand L. Bush - Willie
- Doug Savant - dr. Peter Myerson
- Robert Forster - dr. Powell
- Bobby Di Cicco - biskup
- Frank Pesce - Tribble
- Lou Diaz - Leon
- Brenda Varda - Lindsey
- Vanessa Marquez - Terry
- Denney Pierce - Heckler
- Ted Raimi - reporter
- Vinnie Curto - Kenyon
- Jophery C. Brown - Degrazia
- Jeffrey Anderson-Gunter - podvornik
- Jeffrey Hilton - tinejdžerka-svjedok
- Barbara Pilavin - Nora Sullivan

## Vanjske poveznice
- Policajac manijak 3: Značka tišine u internetskoj bazi filmova IMDb-a